# アダット
アダット（マレー語: adat）とは、インドネシア、マレーシア、ブルネイなどで慣習、慣行、慣習法を意味するインドネシア語およびマレーシア語。アラビア語で「通常」を意味するعادة （ādah）が起源になっている。

## 概要
アダットの内容は地域ごとに非常に異なるが、大きな意味では「慣習」ないし「慣行」と訳すことができる。その地の住人にとって「常識」的なニュアンスが強いが、慣習、掟、文化的価値観、組織制度などが基となっており、超自然的な力に対する畏怖や祖先崇拝なども含まれている。
「常識」と区別して「法律」的要素で言葉を使うときはフクム・アダット（Hukum adat 慣習法 ※hukumは「法律」）が使われる。アダットは一部を除き文書化されておらず、多くは口承であり、解釈と適用には弾力性を持って行われる。
アダットの体系は、植民地政府や近代独立国家が施行する近代法制度との関連において、さまざまなかたちで問題にされてきた。
アダットを初めて研究対象としたのは、20世紀初頭のオランダ・ライデン大学の法学者・ファン・フォレンホーフェンである。フォレンホーフェンは、オランダ領東インド（のちのインドネシア）全域での共通法典の制定に向かう政策を批判し、各地域のアダットの多様性を尊重することを主張した。
そして植民地政庁は、一方では宗主国の西欧法を持ち込むと同時に、地域ごとに異なる慣習法としてのアダットを保護・温存し、分割統治の一助とすることになった。たとえば、バリ島では、オランダが当地の地域住民組織であるデサとバンジャールについて、アダットとディナスに分割し、デサ・ディナスを末端行政組織として活用した。こうした複数の法律体系を併存させていくという統治政策の遺産は、独立国家における統一的な法制を困難にするとともに、近代化による地域秩序の均質化を免れさせる要因ともなった。
また、このことから、今日では、アダットを地方分権化の基盤として高揚すべきであるとする論議も生まれている。

## アダット法域圏
なお、上述のフォレンホーヘンは、インドネシア各地の慣習法にもとづき、以下の19のアダット法域圏を設定している。
- アチェ
- ガヨ・アラス・バタク地域
- ミナンカバウ地域
- 南スマトラ諸州
- スマトラ東岸のマライ族地域
- バンカ・ビリトン
- カリマンタン（ボルネオ）
- ミナハサ
- ゴロンタロ
- トラジャ地域
- 南スラウェシ（セレベス）
- テルナテ地域
- アンボン地域
- イリアン（ニューギニア）
- ティモール地域
- バリ・ロンボク
- 中部ジャワ・東部ジャワおよびマドゥラ
- ジャワ王侯領
- 西ジャワ